# Murtosa
Murtosa ist eine Vila (Kleinstadt) und ein Kreis (Concelho) in Portugal.

## Geschichte
Im 13. Jahrhundert begannen Fischer sich hier anzusiedeln. Auf den fruchtbaren Böden begannen sie, Landwirtschaft zu betreiben. Dazu begannen sie, in den nahen Salinen, die dem Kloster Vila Cova das Donas gehörten, Salz zu gewinnen. In einer Schenkungsurkunde an das Kloster von Tarouca wurde 1242 erstmals ein Salinenort mit Namen Morrecosa oder Mortecosa genannt. Der nahe Ort Pardelhas gehörte zur Gemeinde Sandim und war dem Kloster Vila Cova abgabepflichtig, während Murtosa dem Kloster Arouca verpflichtet war. Beide Orte wurden zivilrechtlich jedoch bald gemeinsam verwaltet. 1689 gehörte Pardelhas dann zu Bemposta, während Murtosa Estarreja zugeordnet war. Seit den Verwaltungsreformen nach der Liberalen Revolution in Portugal 1822 wurde Pardelhas mit der Gemeinde Murtosa vereint, das seit 1855 zum Kreis Estarreja gehörte. 1926 wurde Murtosa ein eigenständiger Kreis und zur Vila (Kleinstadt) erhoben.

## Verwaltung

### Kreis
Murtosa ist Sitz eines gleichnamigen Kreises. Die Nachbarkreise sind (im Uhrzeigersinn im Norden beginnend): Ovar, Estarreja, Albergaria-a-Velha, Aveiro sowie der Atlantische Ozean.
Die folgenden Gemeinden (Freguesias) liegen im Kreis Murtosa:

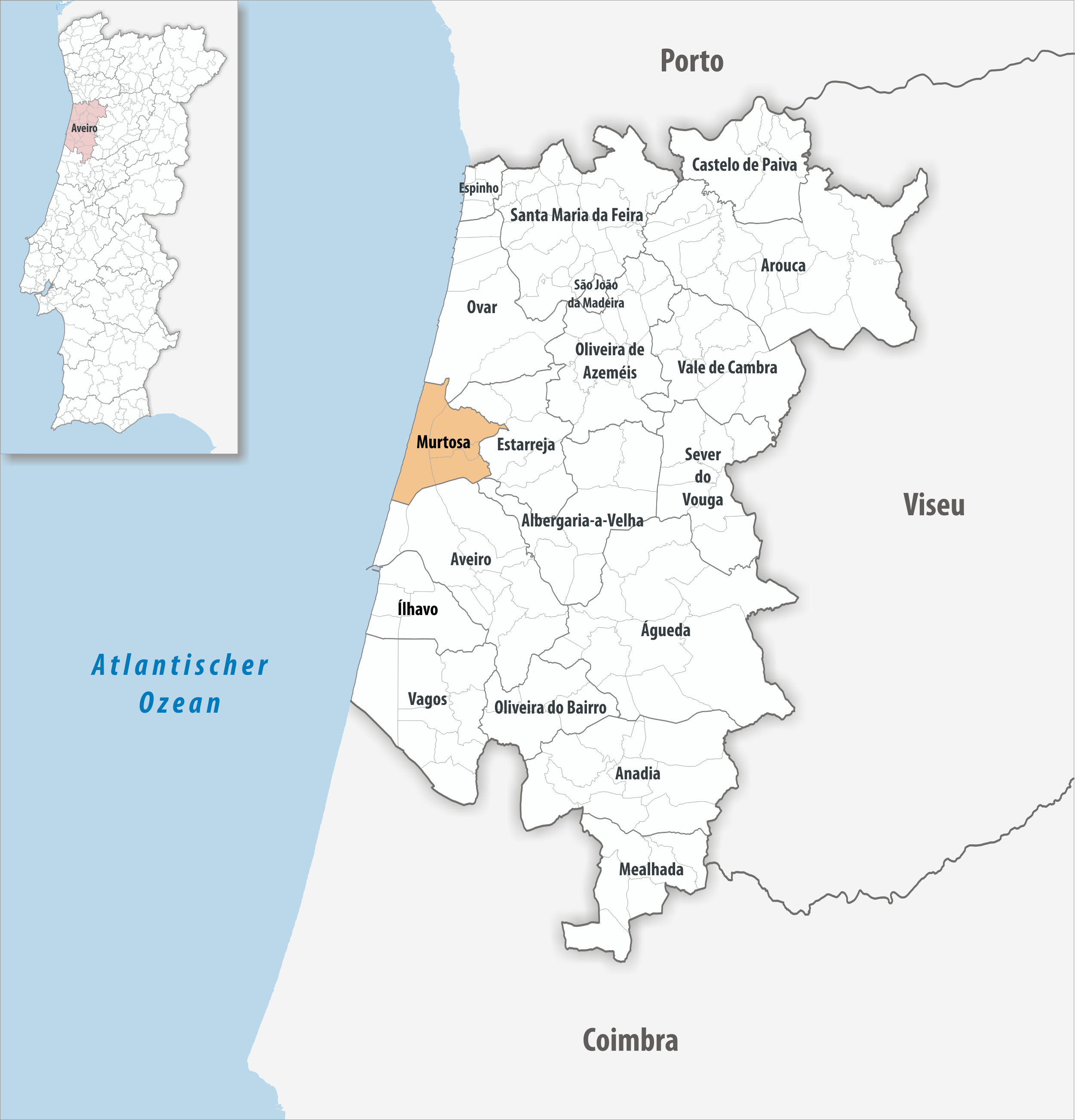
Kreis Murtosa

| Gemeinde      | Einwohner (2021) | Fläche km² | Dichte Einw./km² | LAU- Code |
| ------------- | ---------------- | ---------- | ---------------- | --------- |
| Bunheiro      | 2.497            | 24,79      | 101              | 011201    |
| Monte         | 1.568            | 2,29       | 686              | 011202    |
| Murtosa       | 3.503            | 14,55      | 241              | 011203    |
| Torreira      | 2.908            | 31,46      | 92               | 011204    |
| Kreis Murtosa | 10.476           | 73,09      | 143              | 0112      |

### Bevölkerungsentwicklung
Der Ort war seit je her ein Fischerort, der schon lange stark von Abwanderung betroffen ist. So leben allein in der US-amerikanischen Stadt Newark mehr Murtosa-stämmige Menschen, als in Murtosa selbst. Dies führte 2001 zu der Partnerschaft der beiden Städte.
| 1930   | 1960   | 1981  | 1991  | 2001  | 2011   |
| 13 310 | 12 328 | 9 816 | 9 579 | 9 458 | 10 575 |

### Kommunaler Feiertag
- 8. September

### Städtepartnerschaften
- Vereinigte Staaten: Newark[6]

## Söhne und Töchter der Stadt
- Francisco Maria da Silva (1910–1977), Erzbischof von Braga
- António Pinto Barbosa (1917–2006), Ökonom und Politiker, Finanzminister in der Salazar-Diktatur
- Júlio Tavares Rebimbas (1922–2010), Bischof von Porto
- Apolinário Vaz Portugal (1930–2008), Tierarzt, Hochschullehrer und Politiker, 1978/79 Landwirtschafts- und Fischereiminister